# Condado de Brevard
El condado de Brevard es un condado ubicado en el estado de Florida. En 2000, su población era de 476 230 habitantes (el estimado para 2005 es de 510 000 habitantes). La sede oficial del condado es Titusville, sin embargo, prácticamente toda la administración se realiza desde Viera.

## Historia
Se dice que Ponce de León llegó a Florida en las costas de esta región en 1513. El "condado de Mosquito" se formó mientras el estado todavía era un territorio. El condado de Santa Lucía fue creado en 1844: más tarde fue renombrado condado de Brevard en 1855 en honor a Theodore Washington Brevard: quien fue funcionario del estado entre 1854 y 1860. Entre 1907 y 1910, el condado de Santa lucía fue creado a partir del tercio sur de este condado. En la década de 1990 se propuso crear un nuevo condado con el tercio norte de los límites actuales, pero no fue aprobado.
A partir de principios del siglo XX ha habido muchos debates en el condado sobre si la sede debe ser desplazada oficialmente de Titusville hacia la región entonces casi deshabitada de Viera. Este cambio ha generado controversia, dado que las dos principales ciudades del condado, Melbourne y Palm Bay están alejadas de Titusville.

## Geografía
El 34,60% de la superficie del condado está cubierta por agua, principalmente por el río San Juan y la laguna Río Indio. Hay 7 puentes que cruzan la laguna permitiendo tráfico fluvial bajo ellos. Cinco puentes dan acceso al río Banana y su laguna.
Hay cinco puentes que conectan la isla Merritt al continente. Dos puentes conectan la isla Barrera (barrier island) con tierra firme y cinco puentes comunican la isla Merritt con la isla Barrera.

## Demografía
Según el censo de 2000, el condado cuenta con 476 230 habitantes, 198 195 hogares y 132 394 familias residentes. La densidad de población es de 181 hab/km² (468 hab/mi²). Hay 222 072 unidades habitacionales con una densidad promedio de 84 u.a./km² (218 u.a./mi²). La composición racial de la población del condado es 86,81% blanca, 8,40% afrodescendiente o negra, 0,37% nativa americana, 1,50% asiática, 0,06% de las islas del Pacífico, 1,09% de otros orígenes y 1,77% de dos o más razas. El 4,61% de la población es de origen hispano o latino cualquiera sea su raza de origen.
De los 198.195 hogares, en el 26,50% de ellos viven menores de edad, 53,00% están formados por parejas casadas que viven juntas, 10,20% son llevados por una mujer sin esposo presente y 33,20% no son familias. El 26,90% de todos los hogares están formados por una sola persona y 11,60% de ellos incluyen a una persona de más de 65 años. El promedio de habitantes por hogar es de 2,35 y el tamaño promedio de las familias es de 2,84 personas.
El 22,00% de la población del condado tiene menos de 18 años, el 6,80% tiene entre 18 y 24 años, el 27,10% tiene entre 25 y 44 años, el 24,30% tiene entre 45 y 64 años y el 19,90% tiene más de 65 años de edad. La edad media es de 41 años. Por cada 100 mujeres hay 95,90 hombres y por cada 100 mujeres de más de 18 años hay 93,30 hombres.
La renta media de un hogar del condado es de $40 099, y la renta media de una familia es de $47. 571. Los hombres ganan en promedio $36 542 contra $24 632 para las mujeres. La renta per cápita en el condado es de $21 484. El 9,50% de la población y el 6,80% de las familias tienen rentas por debajo del nivel de pobreza. De la población total bajo el nivel de pobreza, el 13,00% son menores de 18 y el 6,50% son mayores de 65 años.

## Equipos deportivos

### Ligas menores de béisbol
El condado de Brevard es sede de los Manatí del Condado de Brevard.

### Grandes Ligas de Béisbol
Los Nacionales de Washington tienen su campo de entrenamiento de primavera en el Estadio Costa Espacial, en Viera.

## Ciudades y pueblos

### Municipalidades
- Ciudad de Cabo Cañaveral
- Ciudad de Cocoa
- Ciudad de Cocoa Beach
- Pueblo de Indialantic
- Ciudad de Indian Harbour Beach
- Pueblo de Malabar
- Ciudad de Melbourne
- Pueblo de Melbourne Beach
- Pueblo de Melbourne Village
- Ciudad de Palm Bay (formerly Tillman)
- Pueblo de Palm Shores
- Ciudad de Rockledge
- Ciudad de Satellite Beach
- Ciudad de Titusville
- Ciudad de West Melbourne

### No incorporadas
- Barefoot Bay
- Cocoa West
- Grant
- June Park
- Kennedy Space Center
- Merritt Island (formerly Merritt's Island)
- Micco
- Mims
- Port St. John
- Sharpes
- South Patrick Shores
- Suntree
- Valkaria
- Viera